# Ketonurie

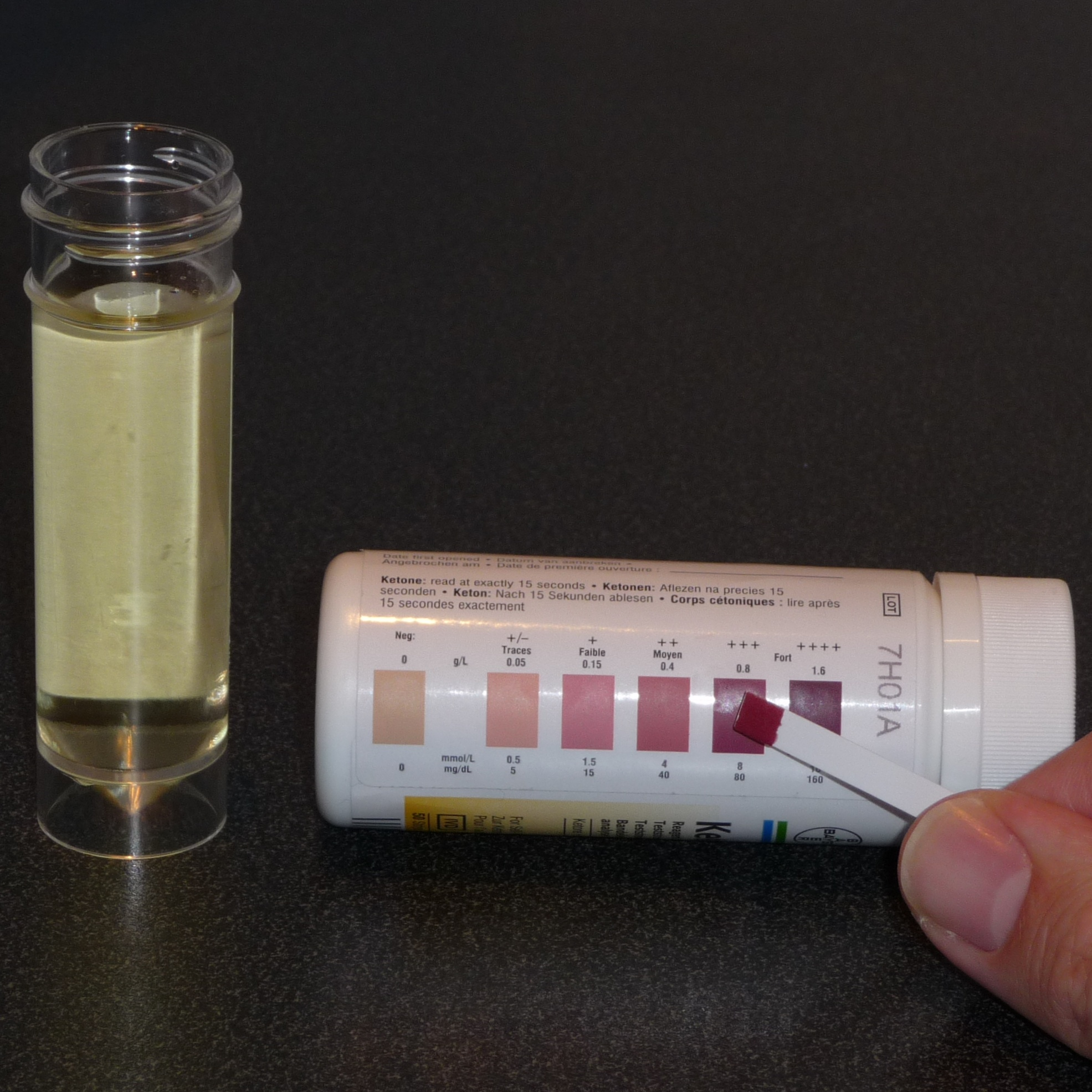
Test voor het aantonen van ketonurie

Ketonurie is de aanwezigheid van drie ketonen, met name aceton, acetoacetaat en (hoewel eigenlijk geen keton) betahydroxyboterzuur in de urine. De drie verbindingen samen worden wel als ketolichamen betiteld. Fenylketonurie kan formeel ook als vorm van ketonurie beschouwd worden maar dit is een heel ander verschijnsel dan het hier besprokene, zie aldaar.
Ketonurie is een teken dat het lichaam is overgegaan op vetverbranding om aan energie te komen, en dat er geen of weinig koolhydraten meer worden verbrand. 

## Oorzaken
Zodra de koolhydraatverbranding onvoldoende energie kan leveren wordt na een inductiefase de vetverbranding op gang geholpen. Bij de vetverbranding worden er uit de lichaamsvetten ketonen gevormd voor energie. Deze ketonen komen terecht in de bloedbaan. Doordat ketonen kleine moleculen zijn, worden deze ketonen passief door de glomerulus van de nieren gefilterd. In de lis van Henle vindt er een actieve terugresorptie plaats. Deze terugresorptie heeft echter een maximale capaciteit. Als deze capaciteit wordt overschreden komen de ketonen in de urine. Dit verschijnsel wordt gebruikt om vast te stellen dat er sprake is van een ketogene toestand.
Een dergelijke ketogene toestand kan optreden na langdurig vasten of bij een koolhydraatarm of koolhydraatvrij dieet, zoals wordt gebruikt tegen epilepsie of het dr Atkins-dieet.
Ook in de geneeskunde ziet men dit verschijnsel onder andere bij mensen die door een ziekte (kinderen met gastro-enteritis, zwangerschapsbraken (hyperemesis gravidarum)) een poos geen koolhydraten hebben gegeten.
Als er bij patiënten met diabetes mellitus type I geen of onvoldoende insuline aanwezig is, dan heeft dat tot gevolg dat het lichaam, ondanks een hoge glucosevoorraad in het bloed, die glucose toch niet kan gebruiken voor de energievoorziening. Er wordt dan overgeschakeld op de vetverbranding. Voor deze vetverbranding zijn Acetyl-CoA-moleculen nodig. Deze moleculen worden normaal gevormd uit glucose. Echter omdat het lichaam nu geen glucose kan gebruiken moet worden overgegaan tot het afbreken van eiwitten om deze coenzym A-moleculen te vormen. Het afbreken van eiwitten (onder andere gevonden in spieren) leidt tot verzuring. Door deze verzuring ontstaat er een medisch gevaarlijke toestand die ketoacidose wordt genoemd, waarbij insuline dient te worden toegediend om de suikers weer te kunnen gebruiken. Ook bij ketoacidose zijn er ketonen in de urine aan te tonen.

## Diagnose
Ketonurie is eenvoudig vast te stellen met een teststrip die even in urine wordt gedoopt en na enkele seconden wordt afgelezen.